# Cacostola nordestina
Cacostola nordestina är en skalbaggsart som beskrevs av Martins och Maria Helena M. Galileo 1999. Cacostola nordestina ingår i släktet Cacostola och familjen långhorningar. Inga underarter finns listade.